# 聖艾爾摩之火

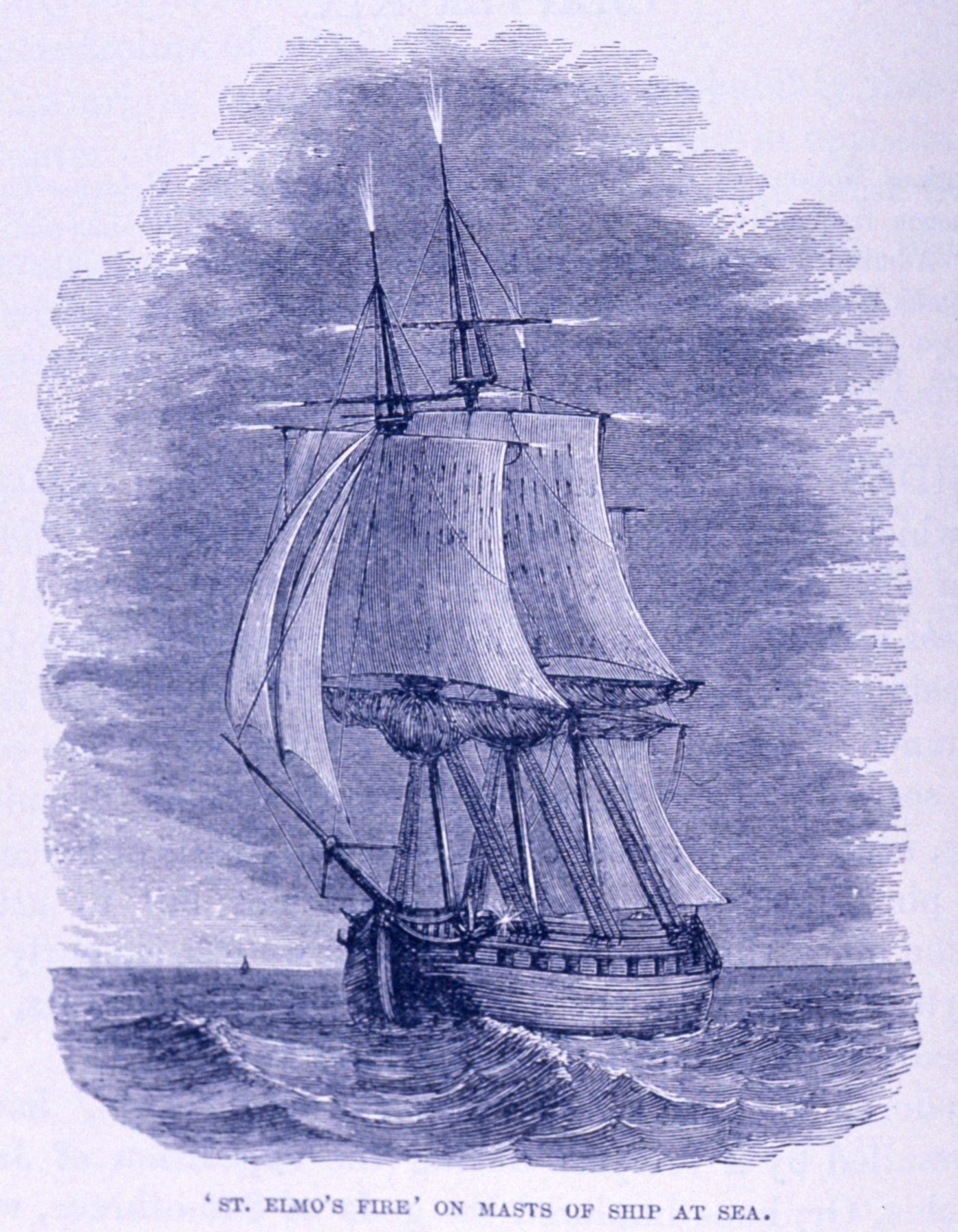
由G. Hartwig博士在1886年出版的著作《空中世界》（The Aerial World）中描寫海上的船隻桅杆上出現聖艾爾摩之火的插畫

聖艾爾摩之火，也译作聖艾摩之火、聖艾摩，是世界各地很多地方会出现的一种怪火，主要在夏、秋、冬三个季节的雷雨、下雪以及暴风雨的时候出现。会出现在屋檐、建筑物顶端，以及人的指尖、头发等地方。中國古時稱馬祖火，是一種自古以來就常在航海時被海員觀察到的自然現象，經常發生於雷雨中，在如船隻桅杆頂端之類的尖狀物上，產生如火燄般的藍白色閃光。聖艾爾摩之火也會出現在牛羊等牲畜的角尖，或任何尖銳物體上。

## 成因及發生條件
聖艾爾摩之火的成因是一種电晕放电現象，是由於週遭環境非常大的電位差（這在大雷雨中很常見），超越了空氣的擊穿電壓（約每公尺3百萬伏特），使得空氣成為了導體（等離子體），並在導電的過程中放出強光。雖然名稱中有「火」這個字，但其實一點都不熱。

## 紀錄
清朝郁永河《海上紀略》曾提到類似的現象，稱作「馬祖火」（馬祖即船員的守護神媽祖）。《海上紀略》描述：「洋中風雨晦暝，夜黑如墨，每於檣端視神燈示祐。又有船中忽出爝火，如燈光，升檣而滅；舟師謂是馬祖火，去必遭覆敗，無不奇驗。」
在古代的希臘，當人們在海上看到單一的放電光冠時，會稱呼其為海倫（Helene），而成對出現的則是稱為卡斯托耳（Castor）與波呂丟刻斯（Pollux）。事實上，再加上克呂泰涅斯特拉（Clytemnestra），這四個人物在希臘神話中被敘述為天神宙斯與斯巴達王妃勒達（Leda）偷情之後，所生下的兩對雙胞胎（從兩顆不同的天鵝蛋中孵化而出），其中卡斯托耳與波呂丟刻斯這對兄弟（也就是雙子座的由來）曾參與亞哥號（Argon，也就是南船座的由來）的多次冒險遠征，他們主要是負責在亞哥號的兩根桅杆上遼望守護著整船的隊友，因此向來被認為是船員的守護者。這故事與聖艾爾摩之火的說法，正好有著異曲同工之妙。
「聖艾爾摩之火」這名稱起源於一位三世紀時的義大利聖人——聖伊拉斯莫（又常稱為福爾米亞的伊拉斯莫（或聖艾爾摩），由於傳統上聖艾爾摩一直是海員的守護聖人，因此早期時當人們在狂暴的雷雨中看到船隻桅杆上發生發光的現象時，都歸論是守護聖人聖艾爾摩顯靈保佑，因而得名。外观上，聖艾爾摩之火有著藍白色的光輝，在某些情況下看起來像是火焰，但通常都是呈現二至三道的電弧狀，經常出現在如船隻的桅杆、建築物的尖頂或煙囪之類的孤立結構上。聖艾爾摩之火，或也常被稱為「corposants」或「corpusants」（源自拉丁文中的「聖體」），曾經在凱撒的《阿非利加戰記》（De Bello Africo）與老普林尼的《博物誌》（Naturalis Historia）等古書中被提及。而梅維爾（Herman Melville）的名著《白鯨記》（Moby Dick）中，也出現過形容船上大副史塔巴克（Starbuck）在發現聖艾爾摩之火時大呼「聖體！聖體！」的章節。威尼斯歷史家與商人安東尼奧·皮加費塔（Antonio Pigafetta）在他跟隨麥哲倫出航時所寫的日誌中，也同樣提及過這現象。
在達爾文搭乘小獵犬號出航進行他著名的環球考察時，曾在途中寫信給摯友、植物學家約翰·史帝芬·韓斯洛（J.S. Henslow）描述當小獵犬號泊錨在拉布拉他河（Rio de la Plata）的河口時，「每樣東西都像是著了火，天空閃亮，水中有光點，甚至連桅杆頂端都有藍色的火焰。」即是描述了聖艾爾摩之火出現的情況。
著名的美國科學家與政治家，長年投身於電學研究的富蘭克林，是第一個觀察並確認聖艾爾摩之火的真實身份之科學家，他在1749年時提出聖艾爾摩之火的本質不是神蹟或是火焰，而是電。雖然有人提出在某些極少見的情況下，聖艾爾摩之火甚至會出現在牛羊等牲畜的角尖，或任何被颶風席捲住的尖銳物體上，但基本上聖艾爾摩之火與另一種常在雷雨中見到的物理現象球狀閃電（英語：Ball Lightening），是兩種不同但有點關聯的事物。

## 事件
英國航空9號班機事故

## 外部連結
- St. Elmo's fire photographed on the flight deck of an airliner （页面存档备份，存于）
- YouTube上的Video of St. Elmo's fire observed from the cockpit of an airliner

1. ↑  水木茂. . 晨星. 2007/10/11: 32–33. ISBN 9789861771601.